# (300200) 2006 WS100
(300200) 2006 WS100 es un asteroide perteneciente al cinturón de asteroides, región del sistema solar que se encuentra entre las órbitas de Marte y Júpiter, más concretamente descubierto el 19 de noviembre de 2006 por el equipo del Lincoln Near-Earth Asteroid Research desde el Laboratorio Lincoln, Socorro, Nuevo México, Estados Unidos.

## Designación y nombre
Designado provisionalmente como 2006 WS100. 

## Características orbitales
2006 WS100 está situado a una distancia media del Sol de 3,162 ua, pudiendo alejarse hasta 3,475 ua y acercarse hasta 2,848 ua. Su excentricidad es 0,099 y la inclinación orbital 8,049 grados. Emplea 2053,75 días en completar una órbita alrededor del Sol.

## Características físicas
La magnitud absoluta de 2006 WS100 es 15,5. 